# Delfinidină
Delfinidina este un compus organic natural, aparținând clasei antocianidinelor. Este un pigment vegetal și acționează și ca antioxidant. Este un indicator natural de pH.
Delfinidina conferă o culoare albastră florilor speciilor din genurile Viola și Delphinium și o culoare roșie-albastră strugurilor utilizați pentru producerea de Cabernet Sauvignon. Se mai regăsește în merișoare, rodie și afine.